# Poecilmitis swanepoeli
Poecilmitis swanepoeli är en fjärilsart som beskrevs av Dickson 1965. Poecilmitis swanepoeli ingår i släktet Poecilmitis och familjen juvelvingar. IUCN kategoriserar arten globalt som starkt hotad. Inga underarter finns listade i Catalogue of Life.